# مطار شرم الشيخ الدولي
مطار شرم الشيخ الدولي (إياتا: SSH، إيكاو: HESH) هو مطار دولي يبعد عن شرم الشيخ بمسافة 23 كم، كان يعرف سابقاً باسم مطار العفيرة الدولي، تسلمته الهيئة المصرية للطيران المدني (وزارة الطيران المدني حالياً) بعد استرجاع باقي الأراضي المحتلة من سيناء وذلك في أبريل 1982 لإدارته مدنياً، وقد كان به مبنى بسيط سابق التجهيز مقسم إلى صالة للسفر وأخرى للوصول وتستوعب كل منها 150 راكب / ساعة، وإقامة ترماك يسع 4 طائرات متوسطة.
كانت أكبر طائرة تستخدم المطار طائرة بوينغ 747-400 لخطوط ترانسايرو الجوية، توقفت هذه الرحلات العارضة في أكتوبر 2015. حاليًا أكبر طائرة تستخدم المطار هي طائرة بوينغ 777-200 إي آر لخطوط ريد وينغز الجوية من مطار موسكو دوموديدوفو.

## تاريخ
أعلنت الشركة المصرية القابضة للمطارات في عام 2008 عن خطط لبناء محطة جديدة ثالثة في المطار. وقعت الشركة المصرية القابضة للمطارات والملاحة الجوية (إهكان) في يوليو 2009 عقدا مع مصممي البناء الإسبان بوينتيك للمحطة الثالثة. تم التخطيط للمحطة لمضاعفة سعة المطار من 7.5 إلى 15 مليون مسافر سنويا. وقدرت التكاليف الأولية للمشروع بمبلغ 420 مليون دولار. وكان من المقرر الانتهاء من مرحلة التصميم بحلول أوائل عام 2010. ثم تمت دعوة المقاولين الدوليين لتقديم مناقصة مفتوحة لبناء المحطة.
أعلم في يناير 2018 مصر للطيران اكسبرس ستفتح قاعدة في المطار لأسطولها القادم من ايرباص ايه 220. سيؤدي ذلك إلى زيادة عدد الوجهات التي تخدمها شركة الطيران في المطار مع إمكانية العمل إلى مدن في إيطاليا وألمانيا والمغرب والهند دون توقف.
رفعت المملكة المتحدة في 22 أكتوبر 2019 حظر الطيران على الرحلات الجوية بين مطارات المملكة المتحدة وشرم الشيخ بعد إصلاح شامل للإجراءات الأمنية. أعلنت شركة توي إيه جي الشركة الأم لـتوي للطيران وتوي إيه جي في 1 نوفمبر 2019 استئناف الرحلات الجوية إلى المطار، ابتداء من فبراير 2020. أعلنت الخطوط الجوية الروسية في 9 أغسطس 2021 تشغيل أول رحلة بين روسيا وشرم الشيخ لأول مرة منذ 5 سنوات منذ حظر الرحلات الجوية بين المنتجع وروسيا، بسبب إسقاط رحلة متروجيت 9268.

## مباني الركاب

### مبنى الركاب الأول
افتتحت المحطة الأولى في عام 2007، تبلغ سعة مبنى الركاب الأول حوالي 1800راكب/ساعة وهو بمساحة 10,330 متر مربع. المطار مقسم لأربع صالات، صالتين للسفر، الأولى صالة للسفر الدولي التي تبلغ مساحتها حوالي 3400 متر مربع، وصالة للسفر الداخلي التي تبلغ مساحتها 3900 متر مربع، وصالتين للوصول، صالة للقادمين على الرحلات الدولية وتبلغ مساحتها 3900 م2، وصالة للقادمين على الرحلات الداخلية وتبلغ مساحتها حوالي 1000 م2. يضم المبنى أيضاً كونترات الجوازات وقارئ آلى للجوازات والتأشيرات مزود بنظام OCR 20. الترماك يسع 29 موقف طائرة من مختلف الطرازات.

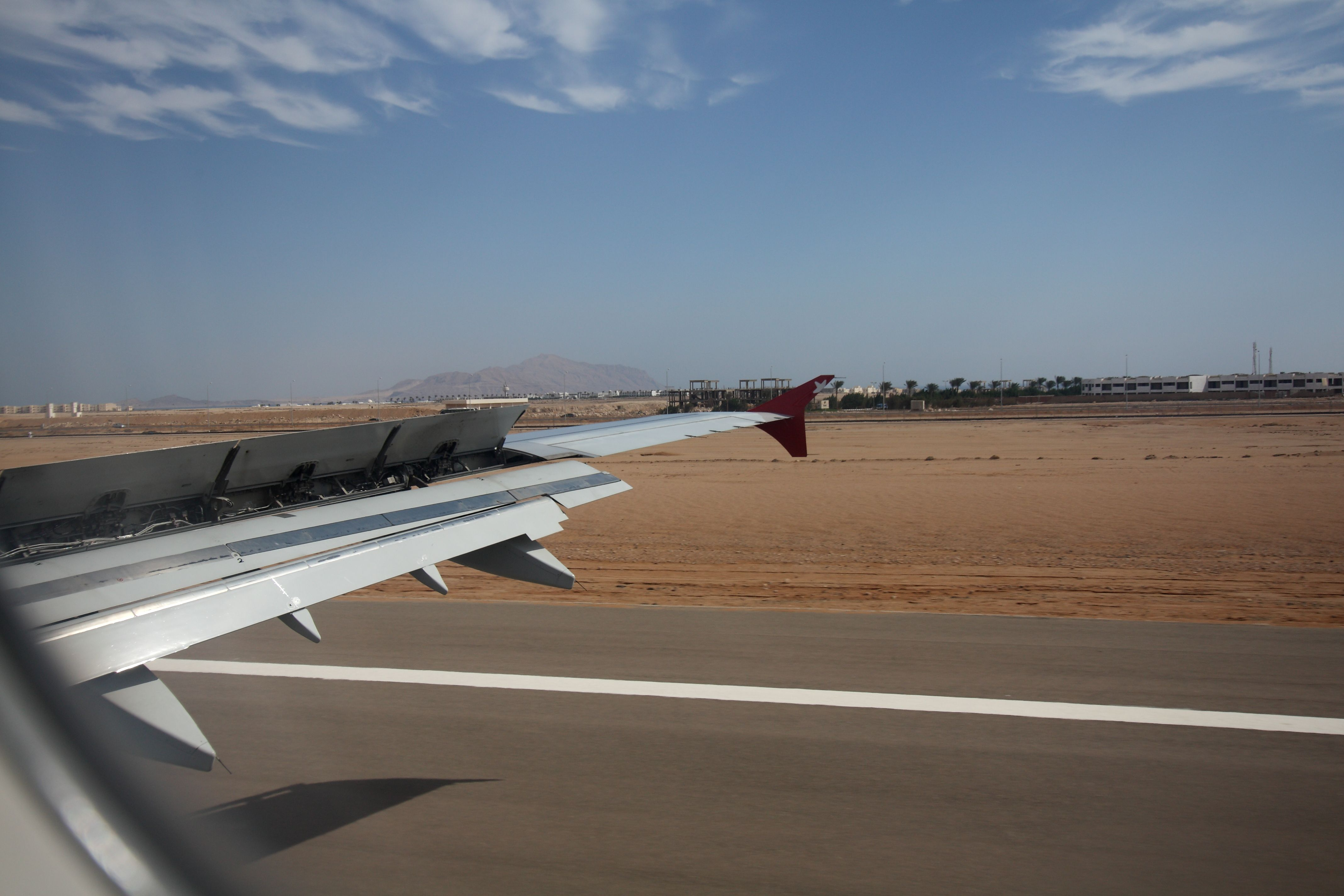
مدرج مطار شرم الشيخ

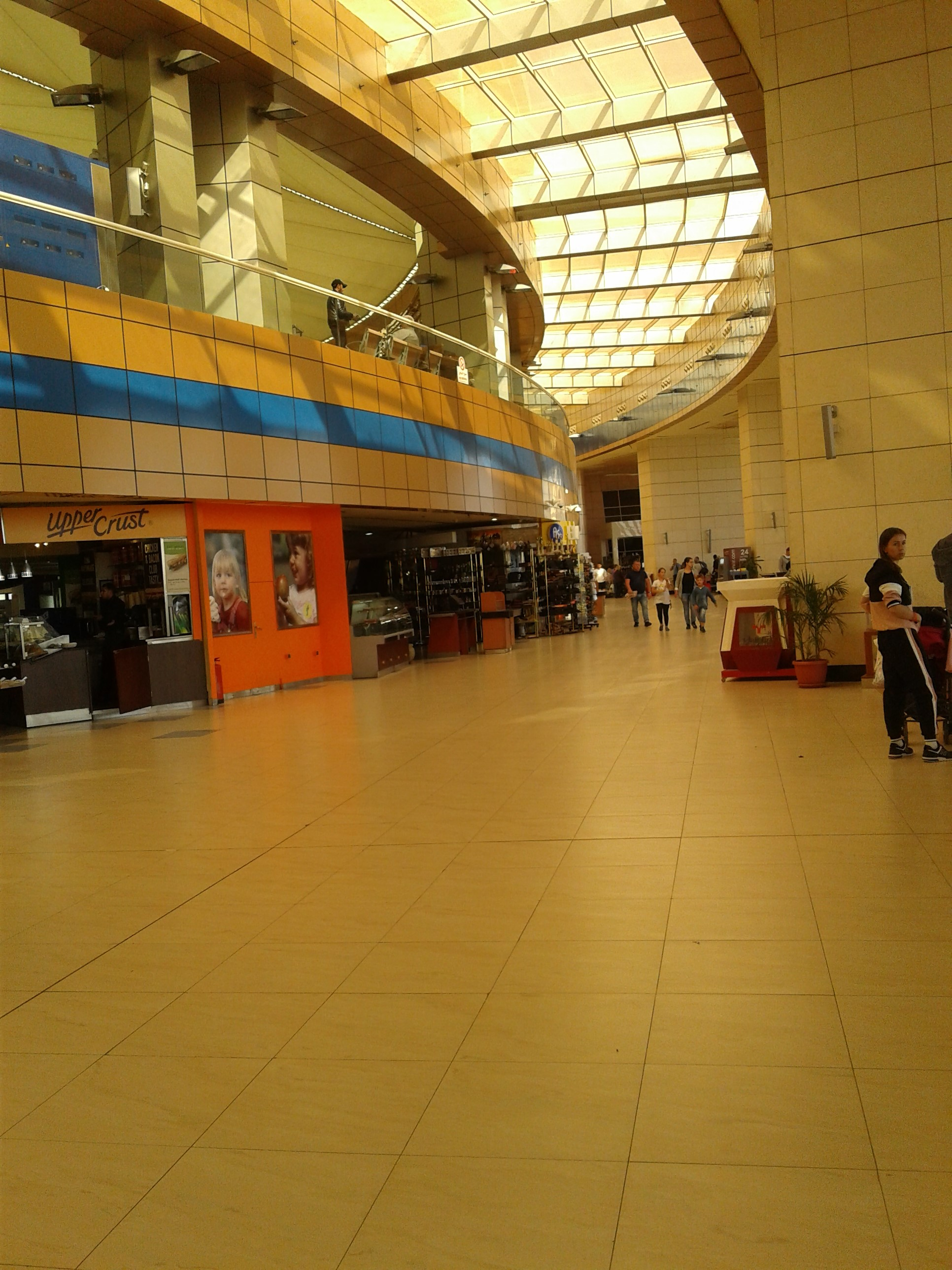
صالة الركاب

### مبنى الركاب الثاني
بُني مبنى الركاب الثاني في 2019 شملت التوسعة زيادة الطاقة الاستيعابية الكلية للمطار من 7 ملايين راكب إلى 9 ملايين راكب سنويا وزيادة البوابات من 8 إلى 12. رُكب في المطار منظومة كاميرات مراقبة أمنية بعدد 209 وحدثت منطقة السيور وأضيف نظام تحكم إلكتروني بالأبواب و2 ماكينة فحص بالأشعة المقطعية، ساهمت هذه الإضافات في رفع الطاقة الإجمالية لسيور السفر إلى 3600 حقيبة لكل ساعة.

### مبنى الركاب الثالث
خطط لبناء المحطة والمدرج الجديدين بجوار طريق السلام. ستحتل المحطة الثالثة ومنصات الاتصال الخاصة بها مساحة تبلغ حوالي 183000 متر مربع فيها قاعة مغادرة وأخرى للوصول تخدم الركاب الدوليين والمحليين. سيبنى شقف المحطة على شكل طيات أوريغامي توفر ظلالا على منطقة المغادرة وتحمي الواجهات من أشعة الشمس المباشرة وتوفر إضاءة طبيعية في جميع أنحاء المبنى. وكان من المقرر أن تشمل البنية التحتية الأخرى المرتبطة بها محطة كهربائية أو ميكانيكية وسقائف للخدمات الأمنية ومسجد وموقف سيارات ومرفق لمعالجة مياه الصرف الصحي.

## شركات وخطوط الطيران
| شركـات طيـران            | الوجهات |
| ------------------------ | --- |
| الخطوط الجوية الإيجية    | موسمي: مطار أثينا الدولي |
| إيروفلوت                 | مطار شيريميتييفو الدولي، مطار بولكوفو، مطار سوتشي الدولي |
| طيران أستانا             | موسمي: مطار ألماتي الدولي |
| إير كايرو                | مطار ألماتي الدولي، مطار آستانا الدولي، مطار باري كارل فويتيالا ‏، مطار حيدر علييف الدولي، مطار أوريو أل سيريو (تبدأ 3 أبريل 2025)، مطار برلين براندنبرغ، مطار بولونيا، مطار القاهرة الدولي، مطار دوسلدورف الدولي، مطار فرانكفورت، مطار سفنكس الدولي، مطار إسطنبول الدولي، مطار الأقصر الدولي، مطار مالبينسا، مطار ميونخ الدولي، مطار نابولي، مطار ليوناردو دا فينشي، مطار طشقند الدولي، مطار البندقية ماركو بولو، مطار يريفان الدولي موسمي: مطار برج العرب الدولي، مطار الملكة علياء الدولي، Aqtöbe، مطار محمد الخامس الدولي، مطار كاتانيا-فونتاناروسا، مطار الملك عبد العزيز الدولي، مطار الملك خالد الدولي موسمي عارض: Aarhus، مطار كوبنهاغن، Kazan، مطار مدريد باراخاس الدولي، مطار شيريميتييفو الدولي، مطار بولكوفو، Tyumen، Ufa |
| طيران صربيا              | موسمي عارض: مطار بلغراد نيكولا تسلا |
| طيران البلطيق            | موسمي: مطار ريغا الدولي |
| AlbaStar                 | موسمي عارض: مطار باري كارل فويتيالا ‏، مطار أوريو أل سيريو، مطار مالبينسا، مطار نابولي |
| الإسكندرية للطيران       | موسمي عارض: مطار محمد الخامس الدولي، مطار الملك عبد العزيز الدولي، مطار مراكش المنارة الدولي، مطار دوموديدوفو الدولي، مطار طنجة ابن بطوطة الدولي |
| المصرية العالمية للطيران | مطار القاهرة الدولي موسمي عارض: مطار كالينينغراد، Kazan، مطار شيريميتييفو الدولي، Nizhny Novgorod، Perm، مطار بولكوفو، مطار كوروموخ الدولي، مطار سوتشي الدولي، Volgograd، Ufa، مطار كولتسوفو الدولي |
| الخطوط الجوية الأطلسية   | موسمي عارض: مطار كوبنهاغن |
| الخطوط الجوية الأذرية    | موسمي: مطار حيدر علييف الدولي |
| Azimuth                  | Mineralnye Vody، مطار سوتشي الدولي |
| Azur Air                 | موسمي عارض: Chelyabinsk، Kazan، Mineralnye Vody، مطار فنوكوفو الدولي، Nizhny Novgorod، Perm، مطار بولكوفو، مطار كوروموخ الدولي، مطار سوتشي الدولي، Tyumen، Ufa، مطار كولتسوفو الدولي |
| طيران بيلافيا            | موسمي عارض: مطار غوميل، مطار مينسك الدولي، مطار فيتيبسك فوستوتشني |
| BH Air                   | موسمي عارض: مطار صوفيا |
| الخطوط الجوية البريطانية | مطار غاتويك |
| خطوط بروكسل الجوية       | موسمي: مطار بروكسل الدولي |
| Centrum Air              | Fergana |
| Chair Airlines           | مطار زيورخ الدولي |
| DAT                      | موسمي عارض: مطار كوبنهاغن |
| إيزي جيت                 | مطار برمينغهام، مطار بريستول، مطار ليفربول (تبدأ 14 فبراير 2025)، مطار غاتويك، مطار لندن لوتن، مطار مانشستر، مطار مالبينسا، مطار نابولي موسمي: مطار سخيبول أمستردام، مطار برلين براندنبرغ، مطار جنيف الدولي، مطار باريس شارل ديغول، مطار البندقية ماركو بولو |
| إديلويس إير              | مطار زيورخ الدولي |
| مصر للطيران              | مطار القاهرة الدولي، مطار الغردقة الدولي، مطار الأقصر الدولي موسمي: مطار برج العرب الدولي موسمي عارض: مطار دوموديدوفو الدولي، مطار معيتيقة الدولي |
| Enter Air                | موسمي عارض: مطار كاتوفيتشي، مطار وارسو فريدريك شوبان |
| Fly Lili                 | موسمي عارض: مطار أوريل فلايكو الدولي |
| FlyArystan               | موسمي عارض: مطار آكتاو ‏، Aqtöbe، مطار أتيراو، Oral |
| طيران أديل               | موسمي: مطار الملك فهد الدولي، مطار الملك عبد العزيز الدولي، مطار الملك خالد الدولي |
| طيران ناس                | مطار الملك عبد العزيز الدولي، مطار الملك خالد الدولي موسمي: مطار الملك فهد الدولي |
| FlyOne                   | موسمي عارض: مطار كيشيناو الدولي |
| الخطوط الجوية الجورجية   | موسمي: مطار تبليسي الدولي[بحاجة لمصدر] |
| GetJet Airlines          | موسمي عارض: مطار ريغا الدولي، مطار تالين، مطار فيلنيوس |
| طيران الخليج             | موسمي: مطار البحرين الدولي |
| I-Fly                    | موسمي عارض: مطار فنوكوفو الدولي |
| الخطوط الجوية العراقية   | موسمي عارض: مطار بغداد الدولي |
| إيتا                     | موسمي عارض: مطار ليوناردو دا فينشي |
| طيران الجزيرة            | موسمي: مطار الكويت الدولي |
| الأردنية للطيران         | موسمي: مطار الملكة علياء الدولي[بحاجة لمصدر] |
| الخطوط الجوية الكويتية   | موسمي: مطار الكويت الدولي |
| طيران الشرق الأوسط       | موسمي عارض: مطار بيروت رفيق الحريري الدولي |
| نيوس                     | مطار بولونيا، مطار مالبينسا، مطار ليوناردو دا فينشي، Verona موسمي: مطار باري كارل فويتيالا ‏، مطار أوريو أل سيريو، مطار كاتانيا-فونتاناروسا، مطار نابولي، مطار أبروتسو الدولي، Rimini |
| النيل للطيران            | مطار القاهرة الدولي موسمي: مطار طشقند الدولي |
| خطوط بيغاسوس             | مطار صبيحة كوكجن الدولي موسمي: مطار أنطاليا |
| خدمات البترول الجوية     | موسمي عارض: مطار بيروت رفيق الحريري الدولي، مطار القاهرة الدولي |
| Red Sea Airlines         | موسمي عارض: مطار مناس الدولي، مطار شيريميتييفو الدولي |
| خطوط ريد وينغز الجوية ‏   | موسمي عارض: Kazan، مطار دوموديدوفو الدولي، مطار جوكوفسكي الدولي، مطار بولكوفو، مطار سوتشي الدولي |
| روسيه                    | موسمي عارض: Kazan، Nizhny Novogorod، مطار شيريميتييفو الدولي، مطار بولكوفو، مطار كوروموخ الدولي، مطار سوتشي الدولي، Ufa، مطار كولتسوفو الدولي |
| الملكية الأردنية         | موسمي: مطار الملكة علياء الدولي |
| الخطوط السعودية          | مطار الملك عبد العزيز الدولي، مطار الملك خالد الدولي |
| Skyline Express Airlines | موسمي عارض: Warsaw–Radom |
| Smartlynx Airlines       | موسمي عارض: مطار ريغا الدولي، مطار تالين |
| خطوط ترافل سيرفس الجوية  | موسمي عارض: مطار فاكلاف هافيل الدولي |
| Sunday Airlines          | موسمي عارض: مطار ألماتي الدولي، Aqtöbe، مطار آستانا الدولي، مطار كوستاناي، Oral، Şymkent |
| صن إكسبريس               | مطار أنطاليا، مطار عدنان مندريس |
| ترانسافيا                | موسمي: مطار سخيبول أمستردام، مطار باريس أورلي[بحاجة لمصدر أفضل] |
| توي للطيران              | مطار برمينغهام، مطار بريستول، East Midlands، مطار غلاسكو الدولي، مطار غاتويك، مطار لندن ستانستد، مطار مانشستر، مطار نيوكاسل |
| توي فلاي بلجيكا          | مطار بروكسل الدولي |
| أركي فلاي                | موسمي: مطار آيندهوفن، مطار روتردام لاهاي[بحاجة لمصدر أفضل] |
| الخطوط الجوية التركية    | مطار إسطنبول الدولي |
| خطوط أورال الجوية        | موسمي عارض: Kazan، مطار دوموديدوفو الدولي، Perm، مطار سوتشي الدولي، Vladikavkaz، Volgograd، مطار كولتسوفو الدولي |
| الخطوط الجوية الأوزبكية  | موسمي: مطار طشقند الدولي |
| خطوط فيولينغ الجوية      | موسمي: مطار برشلونة الدولي |
| ويز للطيران              | مطار بودابست فرانز ليست الدولي، مطار مالبينسا، مطار ليوناردو دا فينشي، مطار فيينا الدولي موسمي: مطار كاتانيا-فونتاناروسا، مطار غاتويك، مطار لندن لوتن، مطار نابولي، مطار البندقية ماركو بولو |

## معرض صور

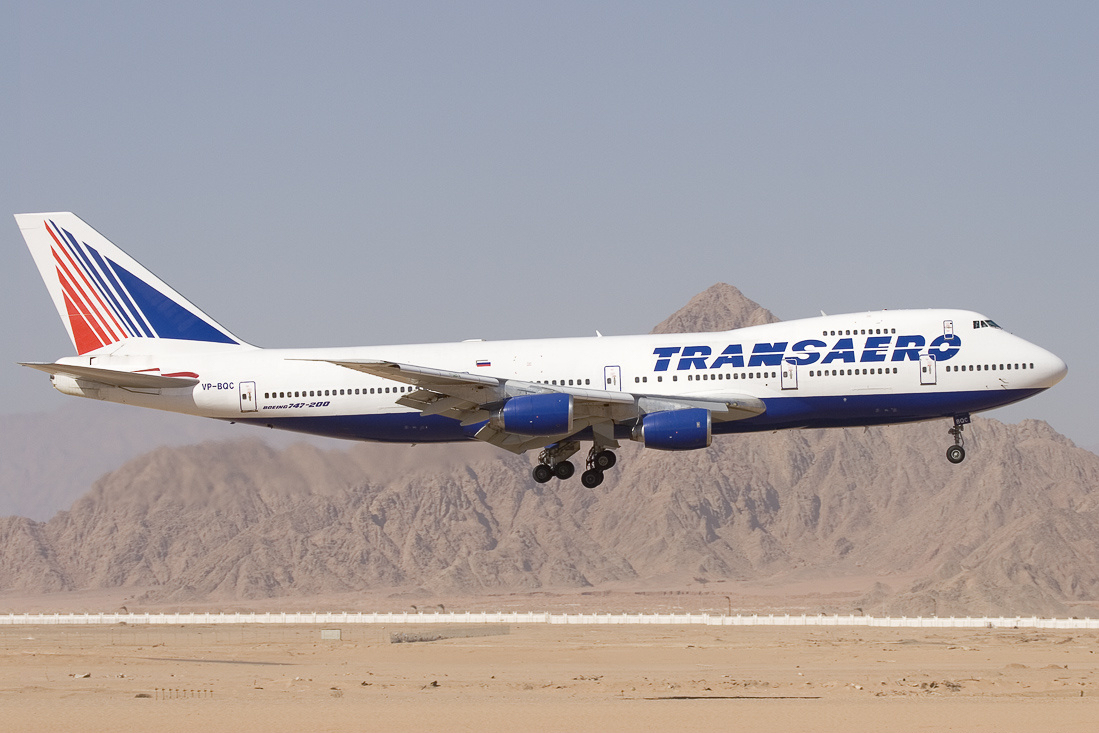
طائرة بوينغ 747-200 لشركة ترانسايرو تهبط في المطار
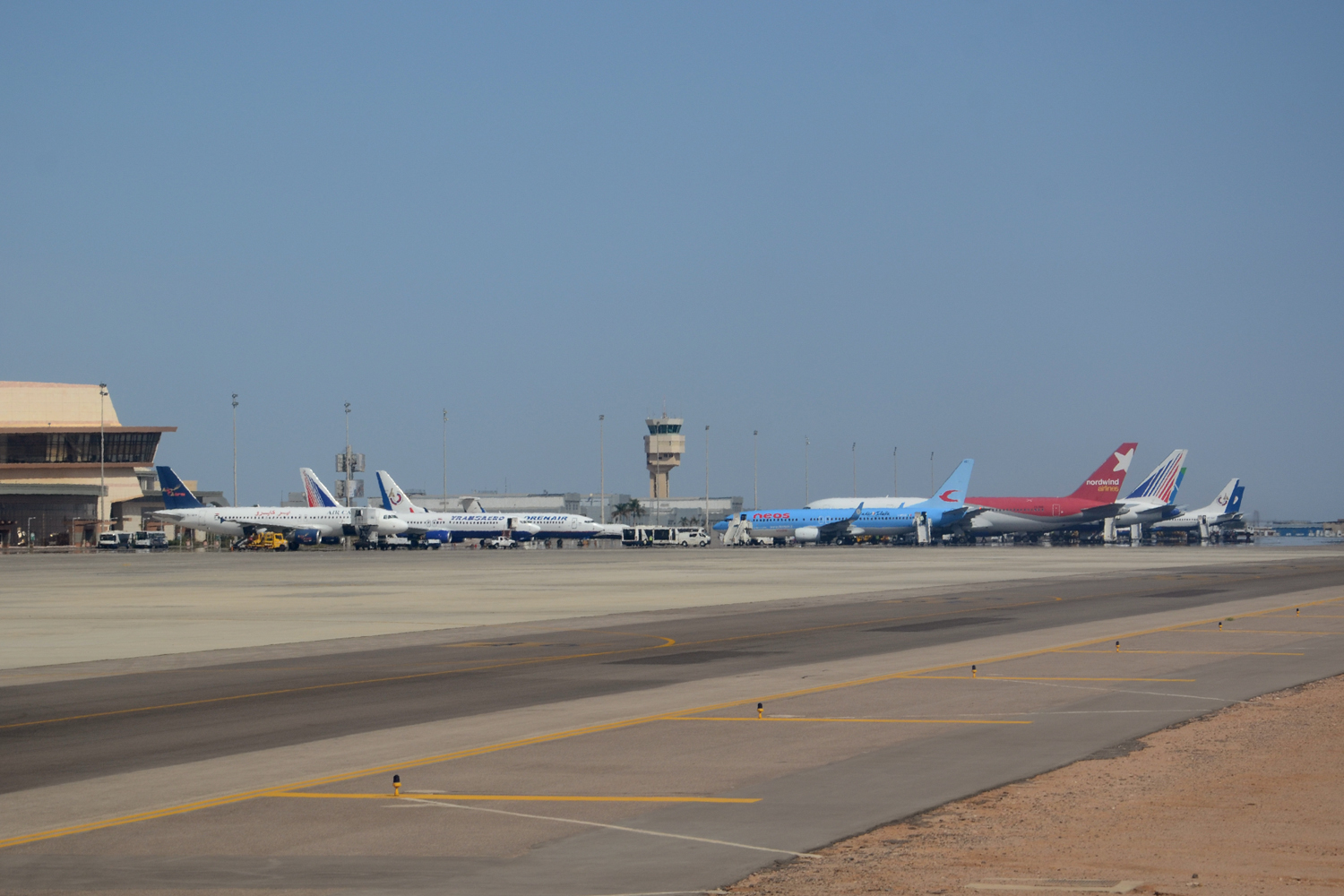
منظار خارجي للمطار
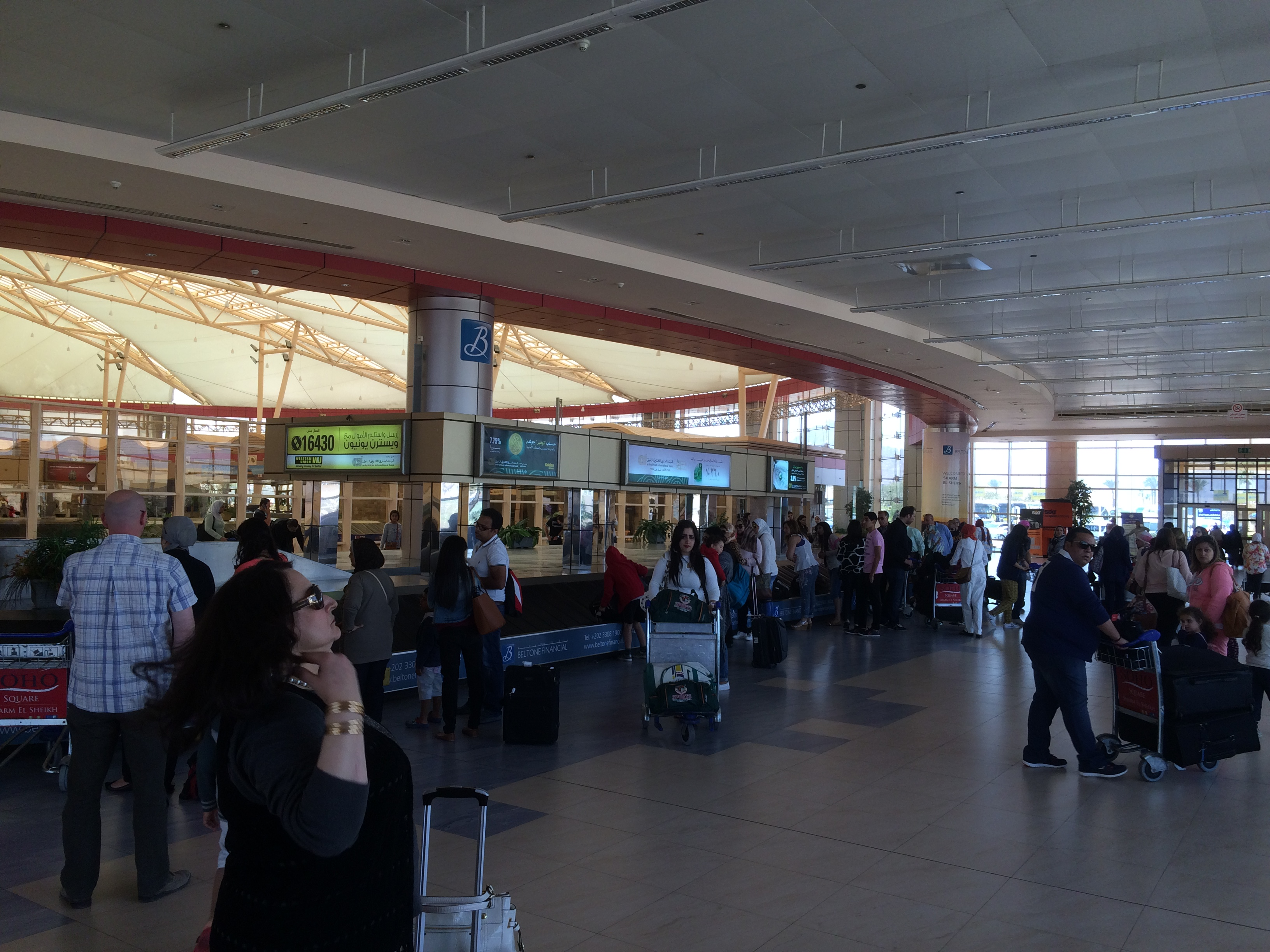
صالة الوصول في المطار